# Virgule de série
La virgule de série (serial comma en anglais, aussi nommée virgule d'Oxford ou virgule d'Harvard selon les sources) est une virgule placée avant l'ultime conjonction de coordination (et, ou…) d'une énumération, en anglais. En français, on ne met habituellement pas de virgule avant « et » et « ou », bien qu'il existe de nombreuses exceptions et que sa présence relève quelquefois d'un choix stylistique,. 
En anglais, la nécessité d'utiliser cette virgule est contestée et généralement déterminée par le manuel de style employé (Oxford, Chicago, AP, The Economist, etc.) : les styles d'écriture diffèrent selon le manuel utilisé. Ces manuels ne contrôlent pas l'usage universel de la langue, contrairement à des institutions normatives, mais sont imposés aux auteurs par les publications. Ces manuels fondent parfois des distinctions entre l'anglais britannique et l'anglais américain. Ils comprennent notamment des conventions typographiques.
L'usage de la virgule de série en fait partie, même s'il en est un des aspects les plus contestés. En effet, pour ses partisans, elle permet de lever l'ambiguïté de certaines énumérations. Ses adversaires jugent qu'elle n'est jamais utile ; d'une part, parce que le contexte devrait fournir les indications nécessaires à la compréhension de l'énoncé et, d'autre part, parce que l'insertion d'une virgule de série peut justement introduire une ambiguïté qui n'y était pas.

## Pour ou contre parmi les journaux et les institutions anglophones

### Usage recommandé
Par exemple, l'usage est recommandé par :
- Chicago Manual of Style[9] (États-Unis) ;
- Strunk and White's Elements of Style[10] (États-Unis) ;
- APA Style[11] (États-Unis) ;
- le gouvernement des États-Unis[12] (États-Unis) ;
- Dictionary of Modern English Usage[13] (Royaume-Uni).

### Usage déconseillé
Par contre, au Royaume-Uni, l'usage est déconseillé par : 
- Cambridge University[14] (Royaume-Uni) ;
- The Economist[8] (Royaume-Uni) ;
- The Guardian and Observer[15] (Royaume-Uni).

### Usage dans la presse
La virgule de série n'est en général pas utilisée par les journalistes. La plupart des manuels de style de la presse écrite déconseillent son usage, peut-être à cause du manque de place (AP, The Economist, New York Times, etc.).

### Usage en cas d'ambiguïté seulement
Certains guides ne demandent l'usage de la virgule qu'en cas d'ambiguïté (lorsque la phrase serait ambiguë sans la virgule) : 
- Grammatically Correct[18] ;
- Style guide Eats, Shoots & Leaves[19].

## L'ambiguïté des séries en anglais
En anglais, une phrase énumérant, par exemple, trois éléments a, b et c peut-être considérée comme ambiguë si :
- b et c peuvent être compris comme apposés à a ;
- b peut être compris comme apposé à a ;
- a, ainsi que a et b peuvent être compris comme apposés à c ;
- a et b, ainsi que b et c peuvent être regroupés deux par deux.

Exemples (inspirés de la dédicace d'un livre) :
- To my parents, Ayn Rand and God (« À mes parents (qui sont) Ayn Rand et Dieu ») vs. To my parents, Ayn Rand, and God (« À mes parents, à Ayn Rand ainsi qu'à Dieu »), la virgule de série permet de lever l’ambiguïté.
- To my mother, Ayn Rand, and God (« À ma mère (qui est) Ayn Rand et à Dieu » ou « À ma mère, à Ayn Rand ainsi qu'à Dieu »), la virgule de série pourrait créer ici une ambiguïté.
- They went to Oregon with Betty, a maid(, )and a cook (« Ils sont allés en Oregon avec Betty, une femme de ménage et (une) cuisinière»). La virgule de série ne permet pas de lever l'ambiguïté, on ne sait pas si on parle d'une même personne (Betty, qui est à la fois femme de ménage et cuisinière), de deux personnes (Betty qui est femme de ménage + une cuisinière) ou de trois personnes (Betty + une femme de ménage + une cuisinière)